# こぐま座矮小銀河
こぐま座矮小銀河（Ursa Minor Dwarf）は、1955年にA・G・ウィルソンが発見した、こぐま座の方角にある銀河系の伴銀河であり、矮小楕円体銀河でもある。主に古い恒星から構成されており、星形成はほとんど見られない。地球から中心までの距離は約22.5万光年である。

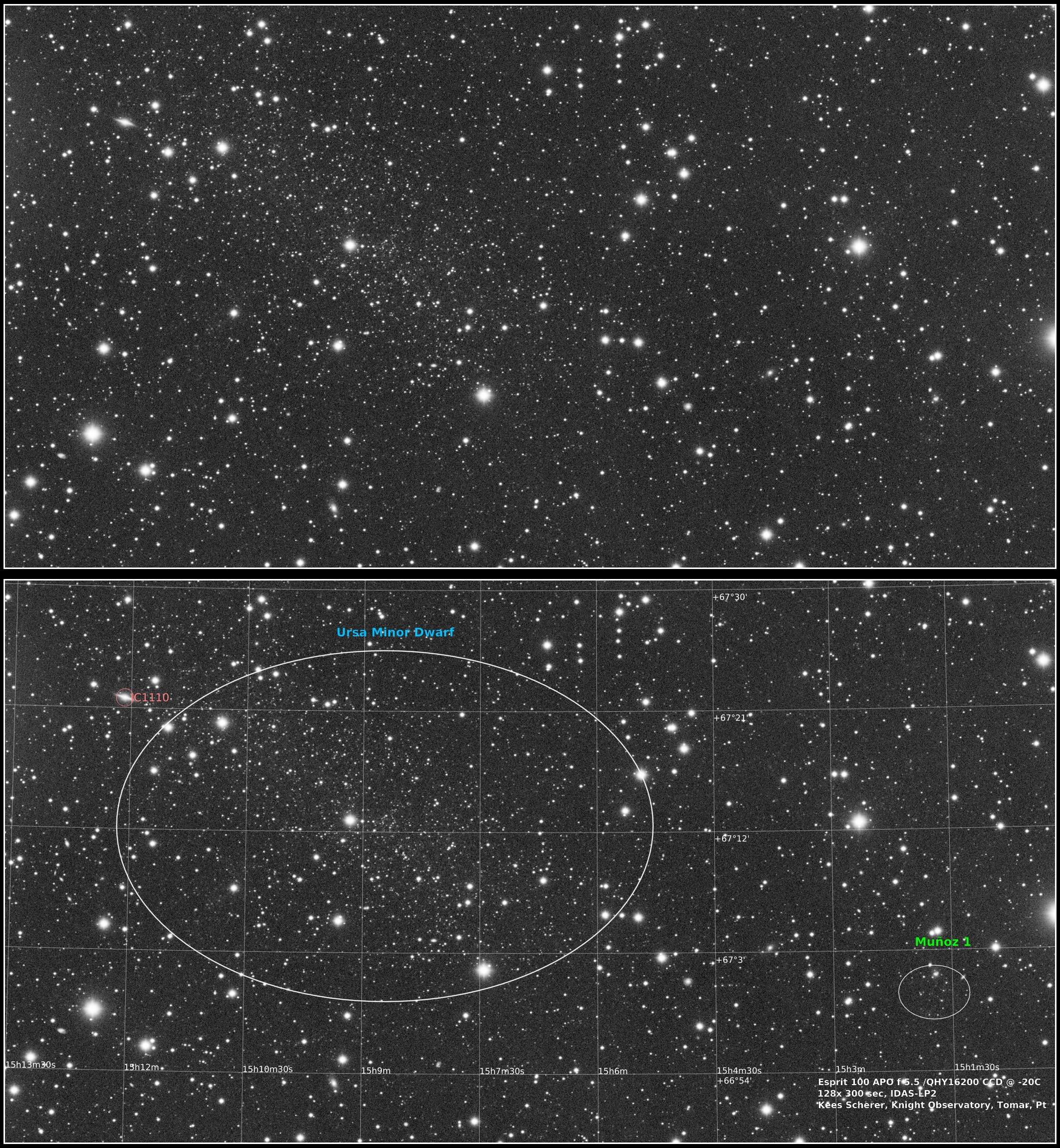
こぐま座矮小銀河付近の画像。上の図では分かりにくいが下の丸で囲まれた大きい部分がこぐま座矮小銀河である。

## 進化の歴史
1999年、MighellとBurkeはハッブル宇宙望遠鏡を用いて、約140億年前の20億年に渡る1度の星形成バーストから、真直ぐな進化の歴史を進んできたことを明らかにした。また、こぐま座矮小銀河は天の川銀河と同じぐらいの年齢だと推測されている。